# Pesca all'inglese
La pesca all'inglese è un tipo di pesca che viene effettuata utilizzando delle canne telescopiche/ad innesti con una lunghezza compresa tra i 3,9 e i 4,5 e metri dotate di mulinello.
Si utilizzano per tale pesca i galleggianti all'inglese, i quali vengono uniti alla lenza da una sola estremità.
L'azione di pesca si svolge lanciando il galleggiante ad una distanza che può arrivare anche ad 80 m, procedendo (immediatamente dopo la caduta in acqua del galleggiante) ad un veloce recupero di 2/3 metri sott'acqua per far affondare il filo. 
La canna viene montata con una quantità di anelli doppia rispetto ad un attrezzo utilizzato per la pesca alla bolognese in quanto dopo aver immerso il cimino in acqua, il filo tenderebbe altrimenti ad attaccarsi su di essa impedendo una regolare azione di pesca. La pasturazione viene effettuata nelle vicinanze della zona di caduta del galleggiante.
Questa tecnica consente di pescare con una lenza estremamente leggera (in quanto il piombo è montato direttamente sul galleggiante) ad una grande distanza con estrema sensibilità sulla mangiata.